# Окремий батальйон спеціального призначення «Дике поле»
518-й окремий батальйон спеціального призначення «Дике Поле» — колишнє добровольче формування Збройних Сил України.

## Історія
24 лютого 2022 року ветерани російсько-української війни об'єднались, щоб тримати оборону Києва та Київської області. Після звільнення Київщини за Директивою Головнокомандуючого ЗСУ у квітні 2022 року почалось формування лінійного батальйону спеціального призначення, фундамент батальйону склали ветерани армійського спецназу, добровольчих підрозділів та силових структур. Добровольці прибували з різних куточків України й навіть повертались з-за кордону, щоб приєднатись до батальйону.
1 червня 2022 року на базі батальйону була створена військова частина — окремий батальйон спеціального призначення «Дике Поле», а вже 30 червня 2022 року бійцями батальйону спеціального призначення «Дике Поле» в результаті штурму був звільнений населений пункт півдня України. Це була перша перемога з багатьох успішних операцій.
Після декількох успішних операцій на Херсонщині, батальйон спеціального призначення «Дике Поле» брав участь в Балаклійсько-Ізюмській наступальній операції зі звільнення Слобожанщини від російських окупантів. Під час наступально-штурмових дій 8 вересня 2022 року командир батальйону «Туман», який командував штурмом, отримав три кульових поранення у прямому контактному бою з противником. Натомість, як і завжди, поставлене завдання було виконане. Після тривалого лікування командир батальйону разом з бійцями «Дикого Поля» продовжує участь у бойових діях.

## Назва
Дике Поле — це батьківщина козацтва, так називали у Середні віки причорноморські та приазовські українські степи. Більшість військовослужбовців батальйону народились і виросли на території середньовічного Дикого Поля.

## Шеврон
Шеврон виконаний у вигляді комбінованого графічного елементу і шрифтового поєднання. Графічний елемент складається з декількох символів: Сокіл — символ мужності військової доблесті, оберіг в битві асоціюється зі сміливістю і відвагою. Тризуб — український національний символ. Вектори кольорів які розходяться в сторони, світло-зелені означають горизонт над яким розміщений сам сокіл.

## Командування
- капітан Андрій Малахов (2022—2023)

## Втрати
- Нещерецький Максим Петрович («Ронін»), 29 серпня 2022[3]
- Валерій Люлька, майстер-сержант, 9 серпня 2022
- Свідунов Євгеній Ігорович («Дуга») — стрілець-снайпер, 7 березня 2023, Червонопопівка (отримав важке осколкове поранення, помер від отриманих поранень в Інститут загальної та невідкладної хірургії імені Володимира Зайцева, м. Харків). Має Нагрудний знак «За заслуги перед містом» 3 ступеня, посмертно (м. Кривий Ріг).
- Федосенко Арсен; 10 червня 2024
- Сиволап Олександр Петрович ("Лапа") - командир відділення взводу, роти спеціального призначення, молодший сержант; загинув 06 вересня 2022 року беручи участь в маштабному контрнаступі звільняючи населені пункти, зокрема Балаклію Харківської області.